# أحمد الصباغ
أحمد حنفي محمود الصباغ (26 أغسطس 1979) هو مدوّن وناشط وكاتب صحفى ساخر ومصور فوتوغرافى مصري.

## حياته ونشأته
ولد في القاهرة في 26 أغسطس 1979)  تخرّج في قسم التكنولوجيا الحيوية بكلية الزراعة جامعة القاهرة عمل محررًا للقسم الساخر بجريدة المال والعقار وكتب للعديد من الجرائد والمجلات المصرية.

## مسيرته
كتب لعدة صحف ومجلات مصرية منها جريدة الدستور والعربي الناصرى وأسرار الغد ومجلة كلمتنا ويكتب مقال أسبوعى ساخر في جريدة الشارع بعنوان خطرفه وصدر له عدة كُتب، كما قام بكتابة السيناريو والحوار لمسلسل «أدم تقدمه حواء» بطولة مُنى هلا والذي لم يعرض بعد.

## مؤلفاته[5]
- كتاب «الدليفري لا يصل إلى الحارة» - مجموعة قصصية - دار العلوم للنشر 2015
- كتاب مُسيّل للدموع - عن ثورة 25 يناير - دار المصري للنشر 2011
- الضرب في الميت - من الأدب الساخر - عن دار المصري للنشر 2010.
- شارك مع مجموعة من الكُتاب في كتاب «شوفت بعينى ما حدش قال لى» عن دار القلادة العربية للنشر والتوزيع 2011
- شارك مع مجموعة من المدونين في كتاب مشروع وطن الصادر ضمن سلسلة مدونات مصرية للجيب عن دار أكتب للنشر والتوزيع 2008.